# Милан Ђукић
Милан Ђукић (Доњи Лапац, 10. април 1947 — Доњи Лапац, 8. октобар 2007) је био политичар Срба у Хрватској и потпредседник Хрватског сабора у другом сазиву.

## Биографија
Ђукић је по струци био економиста. Политичку каријеру је започео као члан Српске демократске странке, али је из ње изашао због супротстављања радикалној сецесионистичкој политици вођа будуће Републике Српске Крајине. Уместо тога је 1991. године основао је Српску народну странку, која ће за време рата у Хрватској заступати интересе Срба на подручјима под контролом Републике Хрватске. У то време је био начелник општине Доњи Лапац.
У Хрватски сабор је изабран је другим парламентарним изворима 1992. године, када су три посланика Српске народне странке, на основу одлуке Уставног суда, испунила квоту посланика српске националности коју је прописивао тадашњи Уставни закон о националним мањинама. Уласком у Сабор 1992. године изабран је за потпредседника Сабора.
Након тога у Сабор поново је био биран на изборима 1995. и изборима 2000. године, односно у трећем и четвртом сазиву. Испочетка познат по блискости председнику Републике Хрватске Фрањи Туђману и Хрватској демократској заједници, с временом је почео да критикује став власти према српској заједници у Хрватској.
У четвртом сазиву Сабора, од 2000. до 2003. године био је члан Одбора за људска права и права националних мањина, Одбора зе међупарламентарну сарадњу, Одбора за локалну и регионалну самоуправу и заменик члана саборске Делегације у Парламентарној скупштини Савета Европе. Председник Републике Хрватске Стјепан Месић одликовао га је 2001. године Редом хрватског плетера за допринос развоју демократије и угледа Републике Хрватске.
На парламентарним изборима 2003. године изгубио је на изборима. Освојио је 0,37% мање гласова од трећепласираног Ратка Гајице из Самосталне демократске српске странке те није изборио место у Сабору. Након тога се повлачи из политике те се посвећује писању књиге коју је његова странка објавила након његове смрти.

### Дело
- Угашена огњишта широм свијетле, СНС, Загреб, 2008.